# Justin Henry
Justin Henry Worthington (født 25. maj 1971) er en amerikansk skuespiller, der er kendt for at spille genstanden for kampen om forældremyndigheden i filmen Kramer mod Kramer (1979), en debutrolle, der gav ham en nominering til en Oscar for bedste mandlige birolle, da han var otte år gammel.